# جايسون جونز (لاعب كرة قاعدة)
جايسون جونز (بالإنجليزية: Jason Jones)‏ هو لاعب كرة قاعدة أمريكي، ولد في 17 أكتوبر 1976 في ماريتا في الولايات المتحدة.

## وصلات خارجية
- جايسون جونز على موقعبيزبول رفرنس.كوم (الدوري الرئيسي) (الإنجليزية)
- جايسون جونز على موقعبيزبول رفرنس.كوم (الدوري الثانوي) (الإنجليزية)
- جايسون جونز على موقع مشجعي الرسوم البيانية (الإنجليزية)